# Hartwig von Spanheim
Hartwig von Spanheim († 17. Juni 1102 in Vatterode) war von 1079 bis 1102 Erzbischof von Magdeburg.

## Leben
Hartwig, vorher Kanonikus in Mainz und Propst in Erfurt, einer von drei Söhnen des Grafen Siegfried I. aus dem Hause Spanheim, folgte in der erzbischöflichen Würde ein Jahr nach dem Tod seines nach dem 7. August 1078 in Thüringen erschlagenen Vorgängers Wernher von Steußlingen.
Durch Gegenkönig Rudolf von Schwaben auf den erzbischöflichen Stuhl erhoben, war er in Niedersachsen neben dem Bischof Burchard von Halberstadt einer der eifrigsten Anhänger Papst Gregors VII. und Widersacher König Heinrichs IV.
In der Schlacht bei Flarchheim (27. Januar 1080) kämpften Magdeburger auf Seiten Gegenkönig Rudolfs. Als im Jahr darauf (Februar 1081), nachdem Rudolf in der Schlacht bei Hohenmölsen gefallen war, im Kaufunger Wald an der Weser die im Aufstand gegen König Heinrich begriffenen geistlichen und weltlichen Fürsten zusammenkamen, befand sich unter diesen auch Erzbischof Hartwig.
Vier Jahre später (20. Januar 1085) erscheint er im thüringischen Dorf Berkach, wo Abgesandte der Parteien Papst Gregors und Heinrichs, das päpstliche und kaiserliche Schisma beilegen wollten. Nachdem diese Versammlung ergebnislos verlaufen war, veranlasste Heinrich die Legaten des Gegenpapstes Clemens III., eine Synode nach Mainz auszuschreiben, dem aber Gregors Legat, Otto, dadurch zuvorkam, dass er seine Anhänger im April 1085 nach Quedlinburg beschied. Auch hier war Hartwig, und zwar mit seinen Suffraganen, erschienen. Auf der Quedlinburger Synode wurde Heinrich IV. von 14 Bischöfen, darunter Bucco (Burchard) von Halberstadt und Hartwig, samt seinen Anhängern gebannt. Heinrich ließ nun seinerseits von zwei Legaten des Papstes Clemens, den Bischöfen von Mainz, Trier und Köln und 16 anderen Bischöfen zu Mainz jenen Spruch der Quedlinburger Versammlung vernichten, den Erzbischof Hartwig nebst allen anderen Geistlichen als Ketzer absetzen und sie mit dem Bannfluch belegen. Als er dieses Urteil zu vollziehen nach Sachsen ging, entflohen der Gegenkönig Hermann von Salm und dessen Anhänger nach Dänemark. In den ersten Tagen des Juli 1085 rückte Heinrich IV. selbst mit einem Heer nach Sachsen und schlug vor Magdeburg sein Lager auf.
Kurze Zeit später kam er mit seinem Gefolge auch in die Stadt, wo man ihm einen königlichen Empfang bereitete.
Als Hartwig infolgedessen sein Erzstift verlassen und sich nach Dänemark begeben hatte, setzte Heinrich an seine Stelle den Abt Hartwig von Hersfeld. Auch das Halberstädter Stift erhielt einen neuen Bischof: Hamazo. Kaum  aber hatte Heinrich sein Heer auseinandergehen lassen, brachen neue Unruhen in Sachsen aus und nötigten ihn sich zurückzuziehen. Nun kam der geflüchtete Hartwig mit dem Gegenkönig wieder nach Magdeburg, verjagte den Gegenbischof und nahm an den weiteren Unternehmungen seiner Partei gegen den Kaiser lebhaften Anteil.
Im folgenden Jahr (1086) zog er mit den Gegnern Heinrichs gegen die kaiserlichen Scharen nach Franken, wo die Magdeburger an der Schlacht bei Bleichfeld unweit Würzburg wesentlichen Anteil nahmen. Nachdem aber eine Hauptstütze der sächsischen Partei, Markgraf Ekbert, (vorübergehend) seinen Frieden mit Heinrich IV. gemacht hatte und ein Hauptgegner Heinrichs, Bischof Burchard von Halberstadt (Bucco), in Goslar tödlich verwundet wurde (gest. 7. April 1088), söhnte sich auch Hartwig mit dem Kaiser aus.
Im August 1088 wird er urkundlich in der Gesellschaft des Kaisers erwähnt, und mit seiner Zustimmung wurde auch Markgraf Ekbert, der von Neuem die Waffen gegen den Kaiser erhoben hatte, auf dem Tag zu Quedlinburg geächtet. Papst Urban II. warnte sogar den Erzbischof, die Partei Kaiser Heinrichs zu ergreifen, während dieser ihm seinen Dank für die ihm bis jetzt bewiesene Treue aussprach und von ihm auch fernere Unterstützung in seiner Sache erhoffte.
Von einer weiteren Teilnahme Hartwigs an den allgemeinen politischen Ereignissen Deutschlands wird nichts berichtet: Hartwig war politisch kaltgestellt. Die Nachrichten aus der späteren Zeit beziehen sich nur auf Vornahme geistlicher Handlungen. In das Jahr 1100 (5. Februar) fällt eine bedeutende Schenkung an das Erzstift. Die früher der Markgräfin Beatrix, Tochter des Schwabenherzogs Otto, gehörenden Güter zu Schweinfurt, Rheinfeld, Königshofen und Gleichen wurden von einem edlen Mann, vielleicht deren Sohn, unter gewissen Gegenleistungen dem Erzstift übergeben, doch scheint dieser Besitz nicht lange beim Erzstift geblieben zu sein.
Unter Hartwig von Spanheim wurden die ersten Münzen des Erzbistums Magdeburg geprägt, die den Namen des Erzbischofs (HARTVIGVS) explizit nennen.
Erzbischof Hartwig wurde im Magdeburger Dom beigesetzt.